# Politidirektør
Politidirektør er stillingsbetegnelsen for den øverste chef i en af Danmarks 12 politikredse efter politireformen trådte i kraft den 1. januar 2007. Indtil 31. december 2006 anvendtes titlen politidirektør alene for chefen for Københavns Politi.
Danske politikredses topledelse:
- Politidirektøren
- Chefanklageren
- Chefpolitiinspektøren
- Stabschefen

Kredsen kan afvige fra ovenstående, hvis den er særlig stor (Københavns Politi) eller lille (Bornholms Politi).

## Politidirektører
- Anne Barbara Sidenius Tønnes – Københavns Politi
- Kim Christiansen – Københavns Vestegns Politi
- Lykke Sørensen – Nordsjællands Politi
- Jørgen Bergen Sko – Midt- og Vestsjællands Politi
- Lene Frank – Sydsjællands og Lolland-Falsters Politi
- Arne Gram  – Fyns Politi
- Frits Villy Kjeldsen – Syd- og Sønderjyllands Politi
- Henriette Rosenborg Larsen – Sydøstjyllands Politi
- Kirsten Dyrman – Østjyllands Politi
- Helle Kyndesen – Midt- og Vestjyllands Politi
- Anne Marie Roum Svendsen – Nordjyllands Politi
- Martin Preisz Gravesen – Bornholms Politi